# Utkast till en Naturlig Gruppering af Europas Bladmossor
Utkast till en Naturlig Gruppering af Europas Bladmossor (abreviado Utkast Eur. Bladmoss.) es un libro con ilustraciones y descripciones botánicas que fue escrito por el médico y botánico sueco Sextus Otto Lindberg y publicado en Helsinki en el año 1978 con el nombre de Utkast till en naturlig gruppering af Europas bladmossor med toppsittande frukt (Bryineae acrocarpae). / Program af S. O. Linclberg